# Roswell (série de televisão)
Roswell é uma série de televisão de ficção científica  desenvolvida, produzida e co-escrita por Jason Katims. A série estreou em 6 de outubro de 1999 no The WB e mudou-se para UPN para a terceira temporada. O último episódio foi ao ar em 14 de maio de 2002. No Reino Unido, o show foi ao ar tanto como Roswell High e Roswell.
A série é baseada na série de livros de jovens adultos Roswell High, escrita por Melinda Metz e editada por Laura J. Burns, que se tornou redatora da série de televisão, e combina os dramas de adolescência com ficção científica, humor e conspirações governamentais. Conta a história de três extraterrestres que caíram em Roswell em 1947, no que ficou conhecido como o caso Roswell. Anos após este acidente três crianças são descobertas a vaguear pelo deserto. São acolhidos e tentam manter-se unidos e não revelar este segredo que nem mesmo eles conseguem compreender.
Roswell estreou no canal FOX em Portugal a Setembro de 2007.

## Premissa
Max Evans, Isabel Evans e Michael Guerin são três adolescentes com dons extraordinários ("dons que não são deste mundo") que habitam na cidadezinha de Roswell, no Novo México. Eles são de facto três seres híbridos (mais tarde serão quatro com a entrada da Tess), cujo aspecto humano esconde o facto de serem extraterrestres, e que foram enviados para a Terra para seguirem o destino que os membros da sua raça em extinção lhes concedera, uma raça que um dia eles estão destinados a salvar... Até um fatídico dia em 1999, os jovens conseguiram esconder os seus dons especiais. Mas o acontecimento que mudou para sempre as suas vidas ocorreu quando Max foi em auxílio de Liz Parker (uma colega de escola) depois de ela ter sido atingida fatalmente no estômago, numa luta entre dois clientes no restaurante onde ela trabalhava.

## Elenco
- Shiri Appleby como Elizabeth "Liz" Parker
- Jason Behr como Maxwell "Max" Evans
- Majandra Delfino como Maria De Luca
- Brendan Fehr como Michael Guerin
- Colin Hanks como Alex Whitman (1999–2001)
- Katherine Heigl como Isabel Amanda Evans
- William Sadler como Sheriff Jim Valenti
- Nick Wechsler como Kyle Valenti
- Emilie de Ravin como Tess Harding (2000–2001)
- Adam Rodriguez como Jesse Esteban Ramirez (2001–2002)

## Trilha sonora
A trilha sonora da série foi lançada em 26 de fevereiro de 2002. A trilha sonora contou com Ash , Coldplay, Sarah McLachlan e outros.

## Recepção da crítica
Em sua 1ª temporada, Roswell teve recepção geralmente favorável por parte da crítica especializada. Com base de 19 avaliações profissionais, alcançou uma pontuação de 77% no Metacritic. Por votos dos usuários do site, atinge uma nota de 8.2, usada para avaliar a recepção do público.

## Refilmagem
Em 12 de outubro de 2017, a CW anunciou que uma refilmagem da série de livros estava em desenvolvimento. Ao contrário da série original, a nova série terá uma reviravolta na imigração, concentrando-se na jovem filha de imigrantes indocumentados que retorna à cidade natal de Roswell para descobrir que sua paixão adolescente, agora um policial, é um extraterrestre. Em 30 de janeiro de 2018, a CW emitiu uma ordem de produção do piloto para a nova versão. Em 15 de fevereiro de 2018, foi anunciado que Julie Plec iria dirigir o piloto.
As empresas de produção envolvidas com no piloto incluem a Amblin Television, Bender Brown Productions, CBS Television Studios e Warner Bros. Television (anteriormente produzidas pela Regency Television e 20th Century Fox Television).
Em 16 de fevereiro de 2018, Jeanine Mason foi escalada para o papel principal. Semanas depois, foi anunciado que Nathan Parsons , Michael Trevino, Heather Hemmens , Michael Vlamis, Lily Cowles e Tyler Blackburn foram adicionados ao elenco.
Em 11 de maio de 2018, foi anunciado que a CW encomendou Roswell, New Mexico para uma temporada completa que estreou em janeiro de 2019.